# 楕円型複体
数学の、特に偏微分方程式や微分幾何学における楕円型複体（だえんがたふくたい、英: elliptic complex）とは、楕円型作用素の概念を列に一般化したものである。楕円型複体は、ホッジ理論を展開する上で本質的となるド・ラーム複体とドルボー複体に共通の特徴を取り出したものである。アティヤ＝シンガーの指数定理とアティヤ＝ボットの不動点定理の関連でも現れる。

## 定義
E0, E1, ..., Ek をある（通常コンパクトに取られる）滑らかな多様体 M 上のベクトル束とするとき、微分複体（differential complex）は次の微分作用素の列
{\displaystyle \Gamma (E_{0}){\stackrel {P_{1}}{\longrightarrow }}\Gamma (E_{1}){\stackrel {P_{2}}{\longrightarrow }}\ldots {\stackrel {P_{k}}{\longrightarrow }}\Gamma (E_{k})}
で与えられる。ここでそれらの作用素は、Pi+1 o Pi=0 であるような Ei の切断の層である。微分複体が楕円型（elliptic）であるとは、表象の列
{\displaystyle 0\rightarrow \pi ^{*}E_{0}{\stackrel {\sigma (P_{1})}{\longrightarrow }}\pi ^{*}E_{1}{\stackrel {\sigma (P_{2})}{\longrightarrow }}\ldots {\stackrel {\sigma (P_{k})}{\longrightarrow }}\pi ^{*}E_{k}\rightarrow 0}
がゼロ切断の外側で完全であることを言う。ここで π は M への余接束 T*M の射影であり、π* はあるベクトル束の引き戻しである。